# Gare de Saint-Germain-sur-Ille
Pour les articles homonymes, voir Saint-Germain.
La gare de Saint-Germain-sur-Ille est une gare ferroviaire française de la ligne de Rennes à Saint-Malo-St-Servan, située sur la commune de Saint-Germain-sur-Ille, dans le département d'Ille-et-Vilaine en région Bretagne.
C'est une halte ferroviaire de la Société nationale des chemins de fer français (SNCF), elle est desservie par des trains express régionaux de Bretagne (TER Bretagne).

## Situation ferroviaire
Établie à 45 m d'altitude, la gare de Saint-Germain-sur-Ille est située au point kilométrique (PK) 393,661 de la ligne de Rennes à Saint-Malo - Saint-Servan, à peu près à équidistance des gares de Chevaigné et de Saint-Médard-sur-Ille. 

## Histoire
Les travaux pour la voie débutent en 1857, elle passe par des carrières en exploitations. La station est mise en service par la compagnie des chemins de fer de l'Ouest le 27 juin 1864, lorsqu'elle inaugure la ligne entre Rennes et Saint-Malo. Le bâtiment voyageurs est typique de ceux construits par la compagnie.
En 2009, la gare devenue halte ferroviaire a bénéficié du programme de rénovation des gares et haltes initié par la Région Bretagne avec le concours financier de la SNCF et RFF. Les travaux d'améliorations ont notamment concernés le revêtement des quais, de nouveaux abris, le mobilier de la gare et son environnement paysager.

## Fréquentation
De 2015 à 2023, selon les estimations de la SNCF, la fréquentation annuelle de la gare s'élève aux nombres indiqués dans le tableau ci-dessous.
| Année     | 2015   | 2016   | 2017   | 2018   | 2019   | 2020   | 2021   | 2022   | 2023   |
| --------- | ------ | ------ | ------ | ------ | ------ | ------ | ------ | ------ | ------ |
| Voyageurs | 41 942 | 41 635 | 40 523 | 45 270 | 53 527 | 41 260 | 41 967 | 70 433 | 82 209 |

## Service des voyageurs

### Accueil
Halte SNCF c'est un point d'arrêt non géré (PANG), équipé d'un valideur de titres de transport TER et de deux quais avec abris. Un parc pour les vélos et un parking pour les véhicules sont aménagés.

### Desserte
Saint-Germain-sur-Ille est desservie par des trains TER Bretagne de la ligne no 07, circulant entre Rennes et Montreuil-sur-Ille.